# الکساندر آرنولد
الکساندر آرنولد (انگلیسی: Alexander Arnold) بازیگر، خواننده، موسیقی‌دان و نوازندهٔ گیتار بیس اهل بریتانیا است.
از فیلم‌ها یا برنامه‌های تلویزیونی که وی در آن نقش داشته‌است، می‌توان به پولدارک، رستگاری، ورا و اسکینز اشاره کرد.